# Leland Allbaugh
Leland Girard Allbaugh (Leon, Iowa, 6 d'octubre de 1896 - 18 d'abril de 1991) va ser un epidemiòleg considerat fonamental per entendre el que actualment es coneix com a dieta mediterrània.
El 1948 Leland G. Allbaugh estudiava la forma d'alimentar-se dels habitants de l'illa de Creta (Grècia) sota els auspicis de la Fundació Rockefeller. L'estudi apuntava, després d'estudiar tots els paràmetres susceptibles d'intervenir en la salut futura dels grecs, que amb la dieta mediterrània hi havia baixos nivells de malalties cardíaques i una relativa llarga esperança de vida. Les primeres referències a la dieta mediterrània provenen dels estudis de l'epidemiòleg Leland G. Allbaugh.
Uns anys més tard, el 1953, l'equip de l'epidemiòleg Leland G. Allbaugh va analitzar l'estudi i va concloure que l'alimentació de Creta es basava principalment en olives, cereals, llegums, fruites, verdures i plantes silvestres, i de manera secundària en carn de cabra, llet, derivats carnis i peix. El pa, les olives i l'oli d'oliva eren aliments bàsics en tots els àpats. La conclusió d'Allbaugh va ser que el patró alimentari era bo i adaptat a les necessitats i els recursos naturals i econòmics de la zona. Aquestes dades serien estudiades posteriorment durant quinze anys per Ancel Keys, que es va adonar de les diferències entre el que menjaven els grecs i els estatunidencs i ho posà en relació amb la baixa incidències de les malalties del cor a Creta.

## Publicacions
- Crete: A Case Study of an Underdeveloped Area (1953)